# 1301
1301 (MCCCI) var ett normalår som började en söndag i den julianska kalendern.

## Händelser

### Maj
- 19 maj – Novgoroderna besegrar svenskarna i slaget vid Landskrona samt erövrar och river fästet.[1]

### Okänt datum
- Manchester får stadsprivilegium.
- Titeln Prins av Wales börjar användas. Edvard I av England erövrar Wales och ger titeln till sin arvinge, prins Edvard (senare Edvard II av England) i Caernarfon.

## Födda
- Prins Morikuni.
- Ingeborg Håkansdotter (omkring detta år).

## Avlidna
- 14 januari – Andreas III, kung av Ungern sedan 1290, den sista av huset Árpád på manssidan.
- Gertrud Morneweg, tysk bankir.